# Zaur Həşimov
Zaur Həşimov (Sumqayıt, 24 gennaio 1981) è un ex calciatore azero, di ruolo difensore.

## Carriera

### Club
Ha sempre giocato nella massima serie del proprio paese con varie squadre.

### Nazionale
Debutta nel 1998 con la Nazionale azera.

## Palmarès

### Club

#### Competizioni nazionali
- Coppa dell'Azerbaigian: 1

Karabakh Agdam: 2008-2009